# Noé Enamorado
Noé Isaí Enamorado Fúnes  (San Pedro Sula, Cortés, Honduras; 24 de febrero de 1996) es un futbolista hondureño. Juega de lateral derecho y su equipo actual es el Sociedad de la Liga Nacional de Honduras.

## Clubes
| Club          | País     | Año         |
| ------------- | -------- | ----------- |
| Social Sol    | Honduras | 2015 - 2017 |
| Lobos UPNFM   | Honduras | 2017 - 2018 |
| San Juan      | Honduras | 2018 - 2019 |
| Marathón      | Honduras | 2019 - 2020 |
| Parrillas One | Honduras | 2022- 2023  |
| San Juan      | Honduras | 2023- 2024  |
| Real Sociedad | Honduras | 2025 -      |

## Palmarés

### Campeonatos nacionales
| Título                | Club       | País     | Año  |
| --------------------- | ---------- | -------- | ---- |
| Torneo Apertura (2.ª) | Social Sol | Honduras | 2015 |